# 河滩体育场
河滩体育场（德語：Auestadion，發音：[ˈaʊəˌʃtaːdiɔn]）是德国卡塞尔卡尔斯奥厄附近的一个多用途体育场。 它主要用于足球比赛，是黑森卡塞尔体育俱乐部的主场。体育场可容纳18000人。它于1953年8月23日开放，并在1983年—1993年和2006年—2008年之间进行了翻新。 